# Transzeurópai nagysebességű vasúthálózat
A transzeurópai nagysebességű vasúthálózat egyike az Európai Unió transzeurópai közlekedési hálózatainak. A tervet a vasúti rendszer közösségen belüli kölcsönös átjárhatóságáról szóló 2008/57/EK tanácsi irányelv határozza meg.
Az irányelv célja, hogy megvalósuljon az európai nagysebességű vasúthálózat együttműködési képessége.
A hálózat az infrastruktúrából, logisztikából és gördülőállományból áll, amelyeknek mind kompatibiliseknek kell lenniük egymással.

## Korridorok
- Korridor 1 – Berlin–Palermo
- Korridor 2 – London, Párizs, Amszterdam és Köln - Brüsszel
- Korridor 3 – Lisszabon–Madrid
- Korridor 4 – LGV Est
- Korridor 6 – Lyon–Budapest
- Korridor 7 – Párizs–Pozsony